# Murmuriga
Murmuriga era una ciutat semi-independent segurament habitada pels kashka, que depenia del rei de Karkemish.
El rei hitita Subiluliuma I va atacar la ciutat d'Istahara que havien ocupat els kashka i la va reincorporar a territori hitita. Les tropes dels kashka van arribar de nit i van atacar al rei, però els va vèncer i els enemics van agafar por. Els territoris d'Arziya i de Karkemish van fer les paus amb Subiluliuma, i també la ciutat de Murmuriga.
Però la ciutat de Karkemish no va signar la pau i el rei va encomanar al seu fill Telepinus I de Khalap que resolgués la situació. Telepinus va deixar al general Lupakki amb sis-cents homes i carros de guerra al territori de la ciutat de Murmuriga i va anar a entrevistar-se amb el seu pare a Uda. No se sap el que va passar, només que els hurrites van cercar la ciutat, i superaven amb escreix les tropes hitites. Telepinus va tornar, i els hurrites al veure'l darrere seu sembla que van fugir.